# Helen Hayes
Pour les articles homonymes, voir Hayes.
Ne doit pas être confondue avec l'actrice britannique Helen Haye et la femme politique britannique Helen Hayes

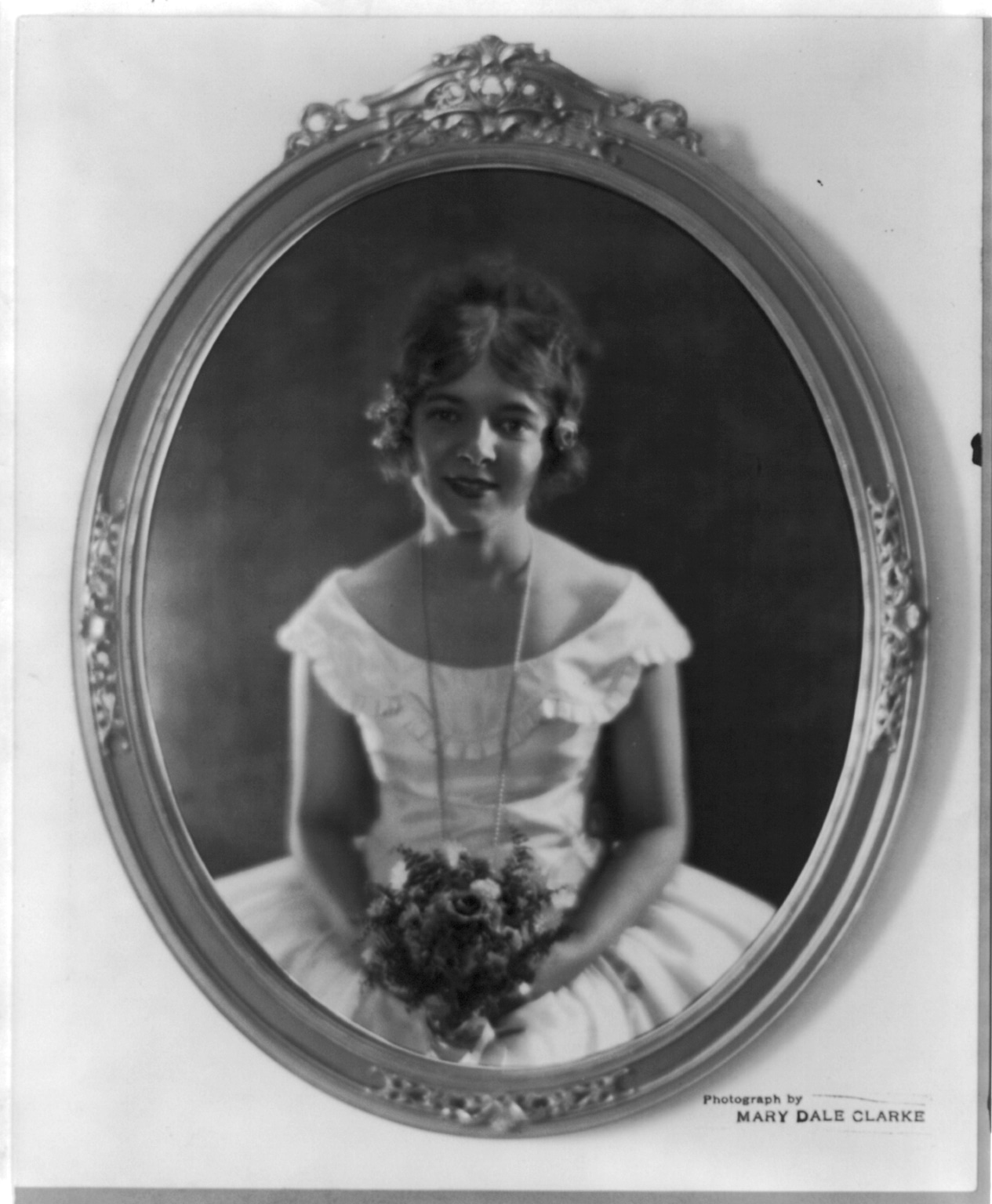
Helen Hayes en 1921.

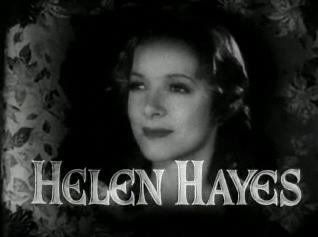
Helen Hayes dans Vanessa: Her Love Story en 1935.

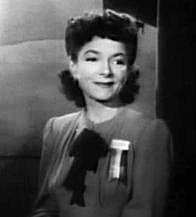
Helen Hayes dans le film Le Cabaret des étoiles (Stage Door Canteen) en 1943.

Helen Hayes est une actrice américaine, née Helen Hayes Browne le 10 octobre 1900 à Washington DC (États-Unis) et morte le 17 mars 1993 à Nyack (État de New York).

## Biographie
Outre le cinéma et la télévision, Helen Hayes sera au long de sa carrière très active au théâtre (en particulier à Broadway, où elle se produit de 1909 à 1970, dans des pièces et comédies musicales, et où un théâtre porte d'ailleurs son nom : Helen Hayes Theatre, ce qui lui vaudra le surnom de « First Lady of the American Theatre ».
Au cinéma, elle obtient, dès son troisième film, l'Oscar de la meilleure actrice pour son rôle de prostituée, dans La Faute de Madelon Claudet. Elle jouera ensuite d'autres premiers rôles parmi lesquels celui de l'infirmière de guerre Catherine Barkley aux côtés de Gary Cooper en 1932, dans L'Adieu aux armes.
En 1952, pour sa performance dans Mrs McThing, elle est la première lauréate du prix Sarah-Siddons, qui a d'abord été une récompense fictive dans le film Ève,.
Une étoile lui est dédiée sur le Walk of Fame d'Hollywood.
Elle était l'épouse du scénariste Charles MacArthur et la mère de l'acteur James MacArthur, Danny Williams dans Hawaï Police d'état.

## Filmographie

### Cinéma
- 1917 : The Weavers of Life (it) : Peggy
- 1928 : The Dancing Town - Court métrage
- 1931 : La Faute de Madelon Claudet (The Sin of Madelon Claudet) d'Edgar Selwyn : Madelon Claudet
- 1931 : Arrowsmith, de John Ford : Leora (Le) Tozer Arrowsmith
- 1932 : L'Adieu aux armes (A Farewell to Arms) de Frank Borzage : Catherine Barkley
- 1932 : Dans la nuit des pagodes (The Son-Daughter) de Clarence Brown : Lian Wha 'Star Blossom'
- 1933 : La Sœur blanche (The White Sister) de Victor Fleming : Angela Chiaromonte
- 1933 : Another Language d'Edward H. Griffith : Stella 'Stell' Hallam
- 1933 : Vol de nuit (Night Flight) de Clarence Brown : Madame Fabian
- 1934 : Crime Without Passion de Ben Hecht et Charles MacArthur : non créditée
- 1934 : What Every Woman Knows de Gregory La Cava : Maggie Wylie
- 1935 : Vanessa: Her Love Story (en) de William K. Howard : Vanessa Paris
- 1938 : Hollywood Goes to Town - Film documentaire - Non créditée : elle-même
- 1943 : Le Cabaret des étoiles (Stage Door Canteen) de Frank Borzage : caméo
- 1952 : My Son John de Leo McCarey : Lucille Jefferson
- 1956 : Anastasia d'Anatole Litvak : l'Impératrice
- 1959 : Le Troisième Homme sur la montagne (Third Man on the Mountain) de Ken Annakin : une touriste (non créditée)
- 1970 : Airport : Ada Quonsett
- 1974 : Le Nouvel Amour de Coccinelle (Herbie Rides Again) de Robert Stevenson : Mme Grandmaman Steinmetz
- 1975 : Objectif lotus (One of Our Dinosaurs Is Missing) de Robert Stevenson : Hettie
- 1977 : La Course au trésor (Candleshoe Lady St. Edmund) de Norman Tokar : Lady St. Edmund

### Télévision
- 1954 : Light's Diamond Jubilee (en) (Documentaire) : elle-même
- 1969 : Arsenic et vieilles dentelles (Arsenic and Old Lace) (téléfilm) : Abby Brewster
- 1970 : The Front Page (téléfilm) : la narratrice
- 1971 : Do Not Fold, Spindle, or Mutilate (téléfilm) : Sophie Tate Curtis
- 1972 : Harvey (téléfilm) : Veta Louise Simmons
- 1972 : Ghost Story (série télévisée) : Mademoiselle Gilden
- 1972 - 1974 : The Snoop Sisters (série télévisée) : Ernesta Snoop
- 1975 : Hawaïi Police d'état (série télévisée) ("Hawaï Five-O") (série télévisée) (épisode : "Une Retraite au soleil") ("Retire in Sunny Hawaii... Forever") : Tante Clara
- 1976 : Victoire à Entebbé (Victory at Entebbe) (téléfilm) de Marvin J. Chomsky : Etta Grossman-Wise
- 1978 : A Family Upside Down (téléfilm) : Emma Long
- 1982 : Un meurtre est-il facile ? (Murder Is Easy) (téléfilm) : Lavinia Fullerton
- 1982 : Night of 100 Stars (Documentaire) : elle-même
- 1983 : Le major parlait trop (A Caribbean Mystery) (téléfilm) : Miss Marple
- 1985 : Jeux de glaces (Murder with Mirrors) (téléfilm) de Dick Lowry : Miss Marple
- 1995 : First 100 Years: A Celebration of American Movies (Documentaire TV) : elle-même

## Théâtre (à Broadway)
- 1909-1910 : Old Dutch, comédie musicale, musique de Victor Herbert
- 1910 : The Summer Widowers, comédie musicale, musique de A. Baldwin Sloane
- 1911 : The Never Homes, comédie musicale, musique de A. Baldwin Sloane
- 1914 : The Prodigal Husband, pièce de Dario Niccodemi et Michael Morton, avec Ferdinand Gottschalk
- 1918-1919 : Dear Brutus, pièce de J. M. Barrie, avec Violet Kemble-Cooper, Elisabeth Risdon
- 1919-1920 : Clarence, pièce de Booth Tarkington, avec Mary Boland
- 1920-1921 : Bab, pièce d'Edward Child Carpenter
- 1921 : The Wren, pièce de Booth Tarkington, avec Leslie Howard
- 1921 : Golden Days, comédie musicale de Sidney Toler et Marion Short, avec Selena Royle
- 1922 : To the Ladies, pièce de George S. Kaufman et Marc Connelly, avec Otto Kruger
- 1924 : We Moderns, pièce d'Israel Zangwill
- 1924 : She stoops to conquer, pièce d'Oliver Goldsmith, décors de Norman Bel Geddes, avec Harry Beresford, Elsie Ferguson, J.M. Kerrigan, Selena Royle, Basil Sydney
- 1924-1925 : Dancing Mothers, pièce d'Edgar Selwyn et Edmund Goulding, avec John Halliday, Henry Stephenson
- 1924-1925 : Quarantine, pièce de F. Tennyson Jesse
- 1925 : César et Cléopâtre (Caesar and Cleopatra), pièce de George Bernard Shaw, avec Lionel Atwill, Henry Travers, Helen Westley
- 1925-1926 : La Fin de Mme Cheyney (The Last of Mrs. Cheyney), pièce de Frederick Lonsdale, avec Felix Aylmer, Ina Claire, Lionel Pape, Roland Young
- 1925-1926 : Young Blood, pièce de James Forbes, avec Florence Eldridge
- 1926 : What Every Woman Knows, pièce de J. M. Barrie, mise en scène de Lumsden Hare, avec Rose Hobart, Lumsden Hare
- 1927-1928 : Ziegfeld Follies of 1927, comédie musicale, musique et lyrics d'Irving Berlin
- 1927-1928 : Coquette, pièce de George Abbott et Ann Preston, mise en scène de George Abbott, avec Una Merkel, Charles Waldron
- 1930 : Mr. Gilhooley, pièce de Frank B. Elser d'après Liam O'Flaherty
- 1930-1931 : Petticoat Influence, pièce de Neil Grant, avec Henry Stephenson, Reginald Owen
- 1931-1932 : The Good Fairy, pièce de Ferenc Molnár, avec Walter Connolly
- 1933-1934 : Mary of Scotland, pièce de Maxwell Anderson, avec Edgar Barrier, Ernest Cossart, George Coulouris, Philip Merivale, Moroni Olsen, Leonard Willey (adaptée au cinéma en 1936)
- 1935-1938 : Victoria Regina, pièce de Laurence Housman, avec George Zucco (jusqu'en 1936), Mary Forbes (jusqu'en 1937), Vincent Price (jusqu'en 1937)
- 1939-1940 : Ladies and Gentlemen, pièce de Charles McArthur et Ben Hecht, avec Connie Gilchrist, Robert Keith, Philip Merivale
- 1940-1941 : La Nuit des rois ou Ce que vous voudrez (Twelfth Night ou What you will), pièce de William Shakespeare (+ musique de scène de Paul Bowles), avec Maurice Evans
- 1941-1942 : Candle in the Wind, pièce de Maxwell Anderson, avec Lotte Lenya, Joseph Wiseman
- 1943-1944 : Harriet, pièce de Florence Ryerson et Colin Clements, mise en scène d'Elia Kazan, avec Rhys Williams
- 1946-1948 : Happy Birthday, pièce d'Anita Loos, produite par Richard Rodgers et Oscar Hammerstein II (+ chansons additionnelles de ces deux derniers et de James Livingston ; + musique de scène de Robert Russell Bennett), mise en scène de Joshua Logan, avec Enid Markey
- 1950 : The Wisteria Trees, pièce écrite et mise en scène par Joshua Logan, d'après La Cerisaie (The Cherry Orchard) d'Anton Tchekhov, avec Walter Abel, Kent Smith
- 1952-1953 : Mrs. McThing, pièce de Mary Chase, avec Brandon de Wilde, Ernest Borgnine, Enid Markey, Jules Munshin
- 1954-1955 : What Every Woman Knows, pièce de J. M. Barrie et John Stix (d'après la pièce éponyme pré-citée - 1926 -), avec Kent Smith
- 1955 : The Wisteria Trees, reprise de la pièce pré-citée (1950) de Joshua Logan, avec Walter Matthau, Warren Oates, Cliff Robertson
- 1955 : The Skin of our Teeth, pièce de Thornton Wilder, avec Don Murray, Mary Martin, George Abbott
- 1957-1958 : Léocadia (Time remembered), pièce de Jean Anouilh, adaptation de Patricia Moyes, avec Richard Burton
- 1958-1959 : La Marque du poète (A Touch of the Poet), pièce d'Eugene O'Neill, avec Betty Field, Eric Portman
- 1964 : La Maison Blanche (The White House), pièce de A.E. Hotchner, avec James Daly, Gene Wilder
- 1966 : Right you are if you think you are, pièce de Luigi Pirandello, avec Donald Moffat
- 1966 : We, Comrades Three, pièce de Richard Baldridge d'après Walt Whitman
- 1966-1967 : L'École de la médisance (The School for Scandal), pièce de Richard Brinsley Sheridan, avec Donald Moffat
- 1967-1968 : The Show Off, pièce de George Kelly
- 1969-1970 : The Front Page, pièce de Ben Hecht et Charles McArthur, avec Robert Ryan
- 1970 : Harvey, pièce de Mary Chase, avec James Stewart, Jesse White (adaptée au cinéma en 1950)

## Distinctions
- Elle est inscrite au National Women's Hall of Fame.

### Récompenses
- Meilleure actrice au 1er festival de Venise en 1932 pour La Faute de Madelon Claudet
- Oscar de la meilleure actrice 1932 pour La Faute de Madelon Claudet
- Tony Award 1947 : Meilleure actrice dans une pièce pour Happy Birthday
- Prix Sarah-Siddons 1953
- Tony Award 1958 : Meilleure actrice dans une pièce pour Time remembered
- Prix Sarah-Siddons 1969
- Oscar de la meilleure actrice dans un second rôle 1971 pour Airport
- Tony Award 1980 : Prix spécial pour l'ensemble de sa carrière

### Nominations
- 24e Cérémonie des Tony Awards 1970 : nomination comme meilleure actrice dans une pièce pour Harvey.
- Golden Globe 1975 : nomination comme meilleure actrice dans un film musical ou une comédie pour Un nouvel amour de Coccinelle.